# Steve Rothery
Steve Rothery (Brampton, South Yorkshire, 25 de novembro de 1959) é um guitarrista e compositor britânico. Conhecido por integrar a banda de rock progressivo Marillion desde sua formação original de 1979, possui um estilo influenciado por guitarristas como David Gilmour, Andrew Latimer, Jeff Beck e Larry Carlton. Seu modo de tocar combina o feeling e a melodia com uma técnica refinada, o que resulta em riffs e solos fortemente técnicos, emotivos e reflexivos. Além do Marillion, Rothery também atuou no projeto The Wishing Tree.
Seus solos mais exaltados pelo público são os das musicas "Easter", "Sugar Mice", "This Strange Engine", "Lavender", "100 Nights", "Incubus", "Chelsea Monday", "Ocean Cloud", dentre inúmeros outros.
Em 2001, Rothery foi eleito o melhor guitarrista de Yorkshire em uma enquete da revista Total Guitar.